# ウロシュ・スパイッチ
ウロシュ・スパイッチ（Урош Спајић, Uroš Spajić、1993年2月13日 - ）は、セルビア・ベオグラード出身のプロサッカー選手。北京国安足球倶楽部所属。セルビア代表。ポジションはDF（CB）。

## 経歴

### クラブ
地元クラブのレッドスター・ベオグラードで育成された。2010年10月27日、セルビア・カップのFKボラツ・チャチャク戦でプロデビュー。
2013年5月29日、トゥールーズFCが150万ユーロでスパイッチを獲得したと発表。
2016年8月31日、ベルギーのRSCアンデルレヒトにレンタル移籍。シーズン終了後、アンデルレヒトに完全移籍。
2018年5月23日、FCクラスノダールへ移籍することが発表された。

### 代表
ユース年代からセルビア代表に選ばれている。2015年9月4日、UEFA EURO 2016予選のアルメニア戦でA代表デビュー。
2022年1月31日、カスムパシャSKに移籍した。

## 代表歴

### 出場大会
- セルビア代表
  - 2018 FIFAワールドカップ

### 試合数
- 国際Aマッチ 21試合 0得点（2015年-）[7]

| セルビア代表 | 国際Aマッチ | 国際Aマッチ |
| 年           | 出場        | 得点        |
| ------------ | ----------- | ----------- |
| 2015         | 2           | 0           |
| 2016         | 3           | 0           |
| 2017         | 0           | 0           |
| 2018         | 1           | 0           |
| 2019         | 5           | 0           |
| 2020         | 3           | 0           |
| 2021         | 6           | 0           |
| 2022         | 0           | 0           |
| 2023         | 0           | 0           |
| 2024         | 1           | 0           |
| 通算         | 21          | 0           |

## タイトル
アンデルレヒト
- ベルギー・スーパーカップ: 2017